# Хуссейн Рашид Мухаммед аль-Тикрити
Хуссейн Рашид Мухаммед аль-Тикрити (араб. حسين رشيد محمد التكريتي; род. 1 января 1940, Тикрит, Королевство Ирак) — бывший иракский военный и политический деятель.
Занимал пост военного командира Ирака и генерального секретаря Генерального командования ВС Ирака во время правления Саддама Хусейна.

## Биография
Хуссейн Рашид Мухаммед аль-Тикрити родился в Тикрите 1 января 1940 года. По национальности он курд.
Хуссейн вступил в ополчение и окончил Иракскую военную академию в 1962 году по специальности военная наука. Окончил Иракский колледж Генерального штаба в 1968 году со степенью магистра военных наук. Позже он также получил докторскую степень в той же области.
Во время вторжения войск коалиции в 2003 году был генеральным секретарем командования Вооруженных сил и входил в "ближний круг", который планировал оборону перед лицом потенциального нападения со стороны Соединенных Штатов и их союзников.
После окончательного падения режима Саддама, Хуссейн как и другие соратники свергнутого президента скрылся, тем не менее его удалось арестовать и передать в руки Иракского Верховного Трибунала.

## Трибунал
Хуссейну Рашиду Мухаммеду аль-Тикрити были предъявлены обвинения в следующих преступлениях:
- Проведение операции Аль-Анфаль в 1988 году
- Подавление шиитского восстания в 1991 году

Хуссейн аль-Тикрити впервые предстал перед судом 21 августа 2006, когда начался процесс Анфаль. Вместе с ним, подсудимыми в данном процессе были:
- Саддам Хусейн (казнен 30 декабря 2006, не дождался приговора)
- Али Хасан аль-Маджид
- Султан Хашим Ахмад
- Сабир ад-Дури
- Фархан Мутлак аль-Джабури
- Тахир аль-Аани

24 июня 2007 года Хуссейну и всем остальным обвиняемым в процессе Анфаль был вынесен приговор. Он был приговорен к смертной казни через повешение, однако иракские власти отложили её 3 октября 2007, поскольку предстоял ещё один судебный процесс над Хуссейном.
21 августа 2007 начался новый судебный процесс. В этот раз, Хуссейн был обвинен в подавлении шиитского восстания 1991 года. Подсудимыми в данном процессе также выступили:
- Али Хасан аль-Маджид
- Султан Хашим Ахмад
- Абед Хамид Махмуд
- Валид Хамид аль-Нассери
- Ибрагим Абдель Саттар аль-Даан
- Айад ар-Рауи
- Сабауи Ибрагим
- Сабир ад-Дури
- Абдул Гафур Фулейх аль-Аани
- Айад Таха Шихаб ад-Дури
- Латиф Мааль Хамуд аль-Сабауи
- Каис Абдель Раззак аль — Адхами
- Саади аль-Джабури

По данному делу, Хуссейн аль-Тикрити был приговорен к пожизненному заключению 2 декабря 2008.
14 июля 2011 был переведен из США под стражу в Ираке. О дальнейшей судьбе не сообщалось, по состоянию на январь 2024 года неизвестно был ли приведен смертный приговор в отношении него.

## Личная жизнь
Хуссейн был женат, у него трое детей.